# Firewatch
Firewatch is een first-person adventure game gemaakt door Campo Santo en uitgebracht door Panic voor Microsoft Windows, OS X, Linux, PlayStation 4, Xbox One (alle in 2016) en Nintendo Switch (in 2018). Het was het eerste computerspel van beide bedrijven.
Firewatch volgt het verhaal van een fire lookout in de nasleep van de grote branden in Yellowstone National Park in 1988. Een fire lookout is een persoon wiens belangrijkste taak het detecteren van vuur in het bos is, een soort brandwacht.

## Gameplay
Firewatch speelt zich af in de wildernis van Wyoming in 1989. De speler neemt de rol van Henry op zich (stemacteur Rich Sommer), een fire lookout die zijn eigen brandtoren heeft in Shoshone National Forest. Door verkenning van het omgelegen gebied vindt Henry verschillende aanwijzingen over de geheimzinnige voorvallen die gerelateerd zijn aan het doorzoeken van zijn toren. Terwijl hij op een routine patrouille is ziet hij een schimmig figuur die hem in de verte zit te bekijken. Henry's enige vorm van communicatie is een walkietalkie die hem verbindt met zijn toezichthouder, genaamd Delilah. Spelers kunnen de keuze maken tussen verschillende opties om met Delilah te communiceren. De keuzes hebben impact op de relatie tussen Henry en Delilah, maar niet op het einde van de game.
In het begin van het spel wordt middels een flashback duidelijk gemaakt waarom Henry heeft gekozen voor deze solitaire functie in de bossen.
Gedurende het spel komen meer gebieden vrij voor speler om naar toe te gaan. Het spel kent een dag-nachtcyclus, maar de tijd (in dagen) gaat alleen verder als aan bepaalde voorwaarden is gedaan voor de spelperiode.

## Verhaallijn
Henry neemt in 1989 een baan aan als brandwacht in Wyoming nadat bij zijn vrouw op jonge leeftijd alzheimer is gediagnosticeerd. Op zijn eerste dag heeft hij via de walkie-talkie contact met Delilah, een andere brandwacht, die vraagt of hij afgestoken vuurwerk bij een meer wil onderzoeken. Hij ontdekt twee dronken tienermeisjes, die hem beschuldigen van gluren. Op de terugweg naar zijn wachttoren ziet hij een afgesloten grot en een schim. Als hij terug is in zijn wachttoren ontdekt hij dat die overhoop gehaald en doorzocht is.
De volgende dag vraagt Delilah of Henry een kapotte telegraaflijn wil gaan onderzoeken. Hij ontdekt dat de lijn is doorgesneden, met een briefje erbij dat door de tienermeisjes lijkt te zijn geschreven. Met Delilah bedenkt hij een plan om de meisjes weg te jagen, maar aangekomen bij hun kamp ontdekt hij dat dat overhoop is gehaald. Ze maken zich zorgen. In een achtergelaten brief staat dat Henry verantwoordelijk is voor het overhoop halen en dat hij spullen heeft gestolen.
Henry vindt een oude rugzak die van een jongen met de naam Brian is geweest. Delilah legt uit dat de jongen samen met zijn vader Ned ook een brandwacht is geweest. Ned was een echte buitenman met een drankprobleem vanwege zijn ervaringen in de Vietnamoorlog. Brian hield van fantasyverhalen en rollenspellen. Hoewel het tegen de regels is om een kind mee te namen, kneep Delilah een oogje dicht, ook omdat ze een zwak had voor Brian. Ned en Brian vertrokken plotseling en zijn nooit teruggekomen.
Inmiddels zijn de tienermeisjes opgegeven als vermist. Delilah, die bang is voor een onderzoek, vervalst de rapporten en zegt dat noch zij, noch Henry de meisjes is tegengekomen. De volgende dag vindt Henry bij het meer een notitieboek met transcripten van zijn gesprekken met Delilah. Hij wordt bewusteloos geslagen, hij ziet niet door wie. Als hij bijkomt is het notitieboek weg. Hij vindt een afgeschermd onderzoekskamp. Hier breekt hij in en hij ontdekt afluisterappatuur en rapporten met details over zijn gesprekken met Delilah en over hun privélevens.
Henry en Delilah overleggen of ze het kamp zullen vernietigen, maar besluiten dit niet te doen. Als Henry op weg is naar zijn wachttoren, wordt het kamp in brand gestoken door iemand. Henry heeft wel een 'tracking device' meegenomen uit het kamp en hiermee ontdekt hij een rugzak. Hierin zit een sleutel voor de afgesloten grot die Henry eerder heeft gezien. Delilah neemt contact op met Henry omdat ze vanuit haar wachttoren iemand ziet in zijn wachttoren. Als Henry daar aankomt ziet hij dat er een walkman aan de deur geplakt is. Als hij de cassette afluistert hoort hij een belastende opname van het overleg dat hij met Delilah heeft gehad over het vernietigen van het onderzoekskamp.
Met de gevonden sleutel gaat Henry naar de grot. Als hij het hek heeft geopend en naar binnen is gegaan, hoort hij dat iemand het hek weer dichtmaakt. Op zoek naar een andere uitgang ontdekt hij in de grot het vergane lichaam van Brian. Als Delilah dit hoort is ze ontdaan, en geeft haarzelf de schuld omdat zij toestond dat Brian bij zijn vader mocht blijven.
De volgende dag is de brand in het onderzoekskamp groter geworden en er wordt een evacuatie op gang gezet voor alle brandwachten. Op het moment dat Henry wil vertrekken, begint het 'tracking device' te piepen. Hij volgt het signaal en vindt een audiotape waarop Ned verklaart dat Brians dood een ongeluk was. Hij verklaart verder dat hij niet naar de maatschappij terug wilde keren en sinds het ongeluk in de wildernis leeft. Henry vindt het kamp waar Ned al die tijd heeft geleefd en ontdekt daar ook gestolen spullen uit de wachttorens, het onderzoekskamp en van de verdwenen meisjes. Delilah laat hem weten dat meisjes inmiddels zijn gevonden. Het onderzoekskamp werd door Ned gebruikt om radioberichten af te luisteren en om neprapporten te maken om Henry weg te jagen.
Delilah geeft Ned de schuld van Brians dood. Ze raadt Henry aan om terug te gaan naar zijn vrouw. Als Henry bij de helikopter op  evacuatiepunt aankomt is Delilah al vertrokken met een andere helikopter. Ze zeggen vaarwel via de radio.

## Ontwikkeling
Dit eerste computerspel van Campo Santo is geïnspireerd op een schilderij van Olly Moss dat door medewerkers werd vertaald naar een 3d-wereld. Moss, die naast grafische ontwerpen al vaker werk had gedaan voor computerspellen, werd ook betrokken bij de ontwikkeling. Firewatch is gemaakt met de Unity game engine.
Op het schilderij had Moss gebruik gemaakt van de stijl van voorlichtingsposters van de New Deal, een plan om de Verenigde Staten uit de depressie van de jaren 1930 te trekken.
Het gebruik van walkie-talkies en het dialoogsysteem is gebaseerd op soortgelijke interacties in de spellen BioShock en The Walking Dead. Het eerstepersoons-perspectief en de communicatie via walkie-talkies werd gekozen omdat hiermee kostbare ontwikkeltijd en animaties werden voorkomen.
Het ontwikkelteam haalde verder inspiratie uit hun jeugd in Wyoming en ook gingen ze kamperen in Yosemite National Park.

## Kritieken
Firewatch ontving voornamelijk positieve kritieken, vooral voor het verhaal, de personages, de dialoog, de vormgeving en de gameplay. Als tekortkomingen werden de lengte, het einde en bugs gezien.